# Pratiques sexuelles entre hommes

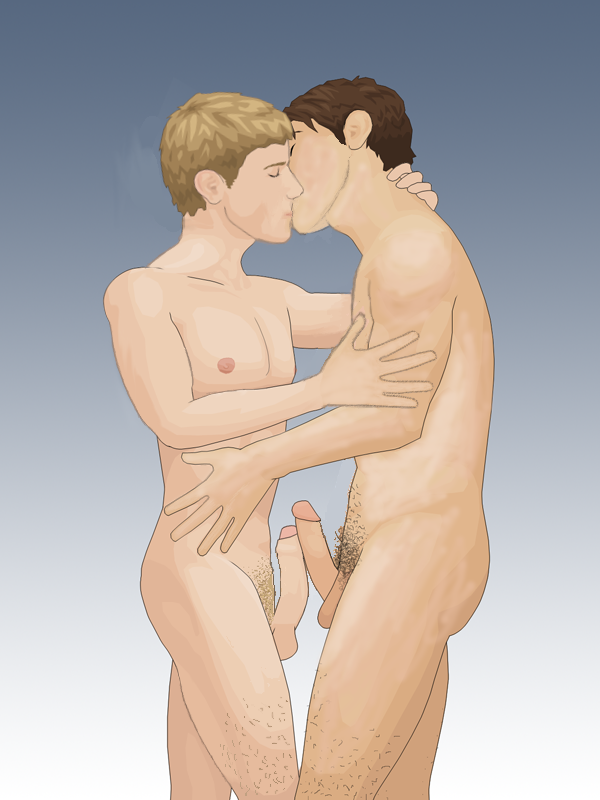
Deux hommes pratiquant le frottage de leurs pénis l'un contre l'autre.

Les pratiques sexuelles entre hommes sont les activités sexuelles impliquant des personnes de genre masculin, quelle que soit leur orientation sexuelle ou leurs autres identités de genre. Elles peuvent par exemple inclure le sexe oral, la masturbation mutuelle, le sexe anal et le frottage,. En médecine, on regroupe l'ensemble des personnes qui pratiquent le sexe entre hommes sous l'expression hommes ayant des rapports sexuels avec des hommes (HSH).

## Contexte
La fréquence des relations sexuelles entre hommes est souvent sous-estimée dans les enquêtes en raison d'un biais de désirabilité sociale,.
Selon une étude de 2021, les hommes qui ont des rapports sexuels avec des hommes s’identifient comme gays, bisexuels et « principalement hétérosexuels » . Les hommes « principalement hétérosexuels » invoquent différentes raisons. Selon eux, leurs comportements homosexuels non romantiques sont une protection émotionnelle qu’il serait difficile d’avoir avec une femme. Les relations sexuelles avec des hommes sont considérées comme plus acceptables que des relations sexuelles adultères avec une prostituée ou une maîtresse. Le soulagement des pulsions sexuelles renforcerait leur masculinité et leur hétérosexualité. Toutefois pour certains hommes « principalement hétérosexuels » qui entretiennent des relations à long terme, ces justifications seraient un prétexte pour masquer un niveau émotionnel élevé lié à l’orientation romantique. Finalement, selon la fluidité sexuelle des personnes, les pratiques sexuelles entre hommes ne sont pas nécessairement un marqueur identitaire fixe.

## Pratiques

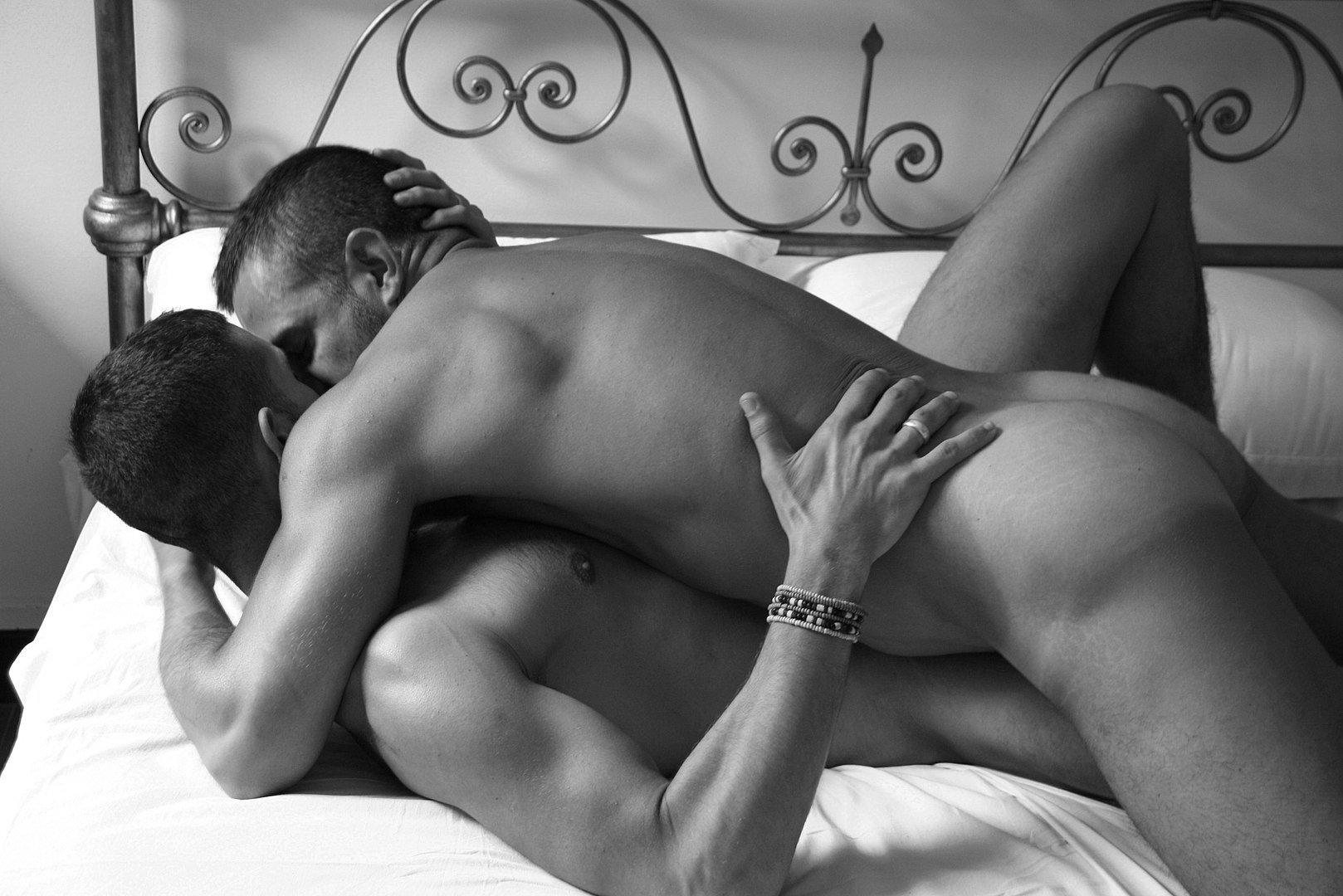
Deux hommes s'embrassant dans un lit.

Diverses positions sexuelles peuvent être pratiquées lors d’activités sexuelles entre hommes. Une étude menée en 2011 auprès de 18 000 HSH en Europe « a montré que le sexe oral était le plus couramment pratiqué, suivi de la masturbation mutuelle, avec les relations anales en troisième position. ». Une autre étude menée en 2011 par le Journal of Sexual Medicine (en) a révélé que les pratiques les plus courantes pour les hommes homosexuels et bisexuels américains étaient embrasser son partenaire sur la bouche (74,5 %), pratiquer le sexe oral (72,7 %) et se masturber en couple (68,4 %), les rapports sexuels anaux (37,2 %), 63,2 % de l'échantillon déclarant avoir eu entre cinq et neuf comportements sexuels différents lors de leur dernière rencontre. Parmi plus de 1 300 combinaisons différentes d'actes sexuels pratiqués, la plus courante, soit 16 % de toutes les rencontres, était  « tenir son partenaire de manière romantique, embrasser son partenaire sur la bouche, la masturbation mutuelle et le frottage».

### Sexe oral

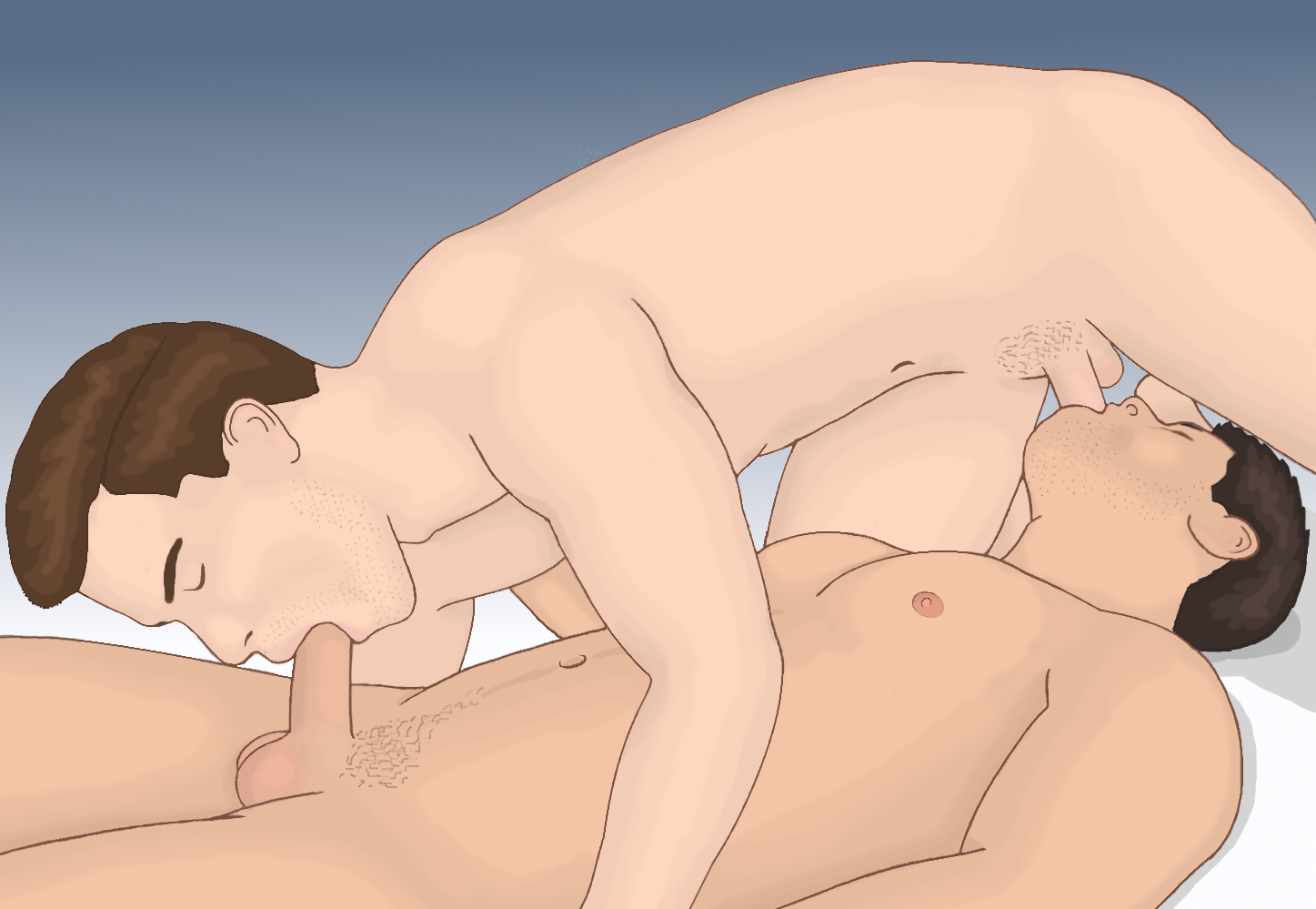
Deux hommes pratiquant une fellation mutuelle en position 69.

Les HSH peuvent se livrer à des relations sexuelles orales, notamment à la fellation, qui consiste à utiliser la bouche pour stimuler le pénis ou le scrotum d'une autre personne, et à l'anilingus, qui consiste à stimuler l'anus d'une autre personne à l'aide de la langue et des lèvres. 

### Masturbation mutuelle
La masturbation mutuelle est un autre acte sexuel non pénétrant qui consistent à utiliser ses mains pour stimuler le pénis ou le scrotum de quelqu'un d'autre.

### Sexe anal

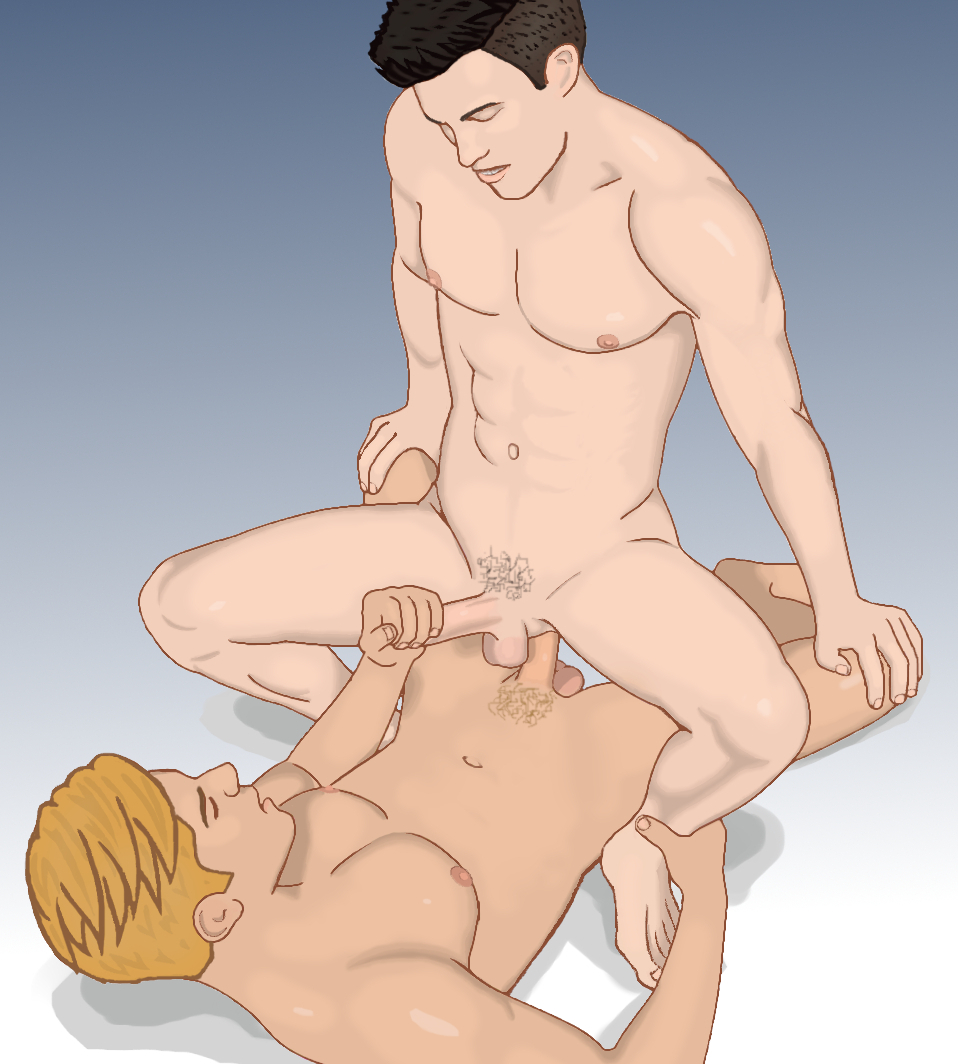
L'homme pénétrant allongé sur le dos est « actif » ou « donneur » et l'homme pénétré est « passif » ou « receveur » en position cowboy.

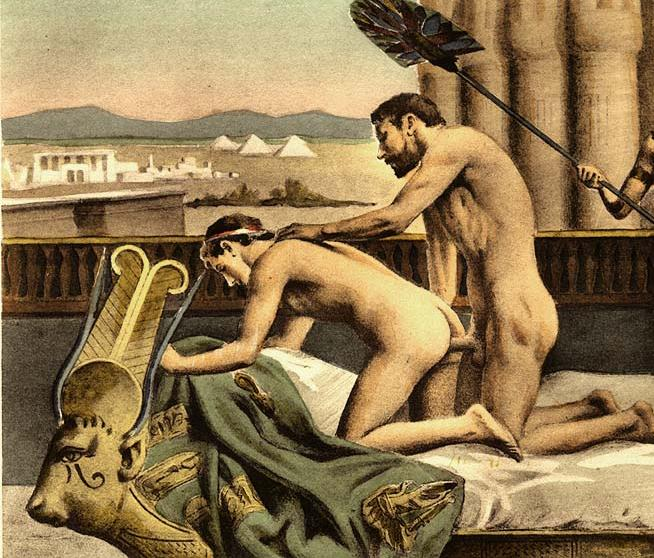
Hadrien et Antinoüs, par Paul Avril.

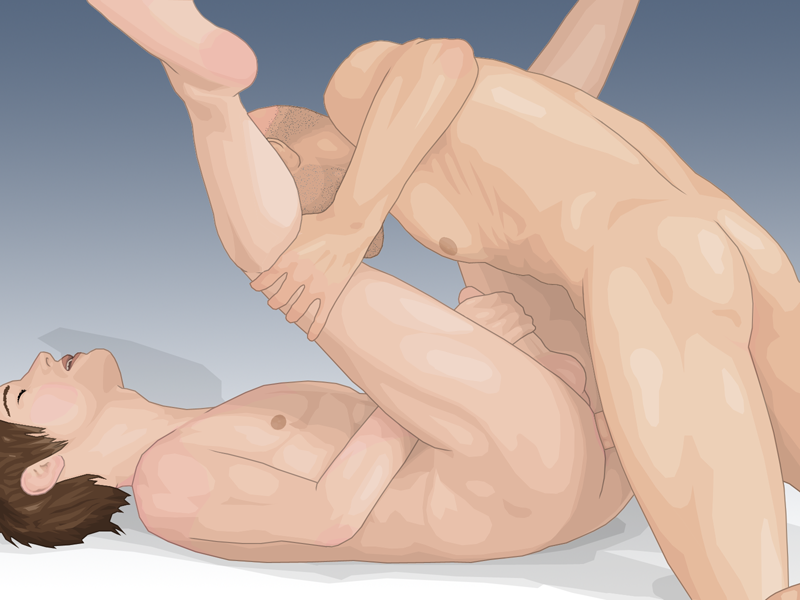
Sexe anal entre deux hommes en position du missionnaire.

Historiquement, le sexe anal a été communément associé à l'homosexualité masculine. Cependant, de nombreux hommes ayant des relations sexuelles avec des hommes ne pratiquent pas le sexe anal et peuvent plutôt se livrer au sexe oral, au frottage ou à la masturbation mutuelle,,.
Parmi les hommes qui ont des relations sexuelles anales avec d'autres hommes, le partenaire qui insère son pénis peut être appelé actif ou top (« haut » en anglais), celui qui est pénétré peut être appelé passif ou bottom (« bas » en anglais), et ceux qui aiment l'un ou l'autre rôle peuvent être appelés versatile. Lorsque plusieurs hommes se livrent à des relations sexuelles anales sans utiliser de préservatif, on parle de barebacking ou chevauchée à cru. Le sexe anal peut s'accompagner de plaisir, de douleur, ou des deux. Alors que les terminaisons nerveuses de l'anus peuvent procurer des sensations agréables, un orgasme peut être atteint grâce à une pénétration anale réceptive par stimulation indirecte de la prostate,. D'après une étude de la National Survey of Sexual Health and Behavior (en), les hommes qui déclarent avoir adopté une position réceptive lors de relations sexuelles anales au cours de leur dernière relation étaient au moins aussi susceptibles d'avoir atteint l'orgasme que les hommes qui ont adopté un rôle insertif. Une étude portant sur des célibataires aux États-Unis a indiqué que les taux d’orgasme sont similaires chez les hommes, quelle que soit leur orientation sexuelle. En ce qui concerne la douleur ou l'inconfort lors des relations sexuelles anales, certaines recherches indiquent que, pour 24 à 61 % des hommes gays ou bisexuels, les relations sexuelles anales réceptives douloureuses (appelées anodyspareunie) constituent une difficulté sexuelle fréquente au cours de la vie.
Les mesures de la prévalence du sexe anal chez les hommes ayant des relations sexuelles avec des hommes ont varié au fil du temps, certains pourcentages étant plus élevés que d'autres,,,. Un pourcentage élevé d’hommes gays et bisexuels déclarent avoir participé tout au long de leur vie adulte à des relations sexuelles anales. Des études menées auprès d'hommes homosexuels ont indiqué que les pourcentages sont similaires lorsque l'on compare les hommes qui préfèrent pénétrer leur partenaire à ceux qui préfèrent être le partenaire réceptif,. Certains hommes ayant des relations sexuelles avec des hommes estiment cependant qu’être un partenaire réceptif lors de relations anales remet en question leur masculinité,.

### Doigtage anal
Le doigtage anal consiste à utiliser ses doigts pour stimuler l'anus de quelqu'un, souvent associé à la stimulation de la prostate.

### Frottage

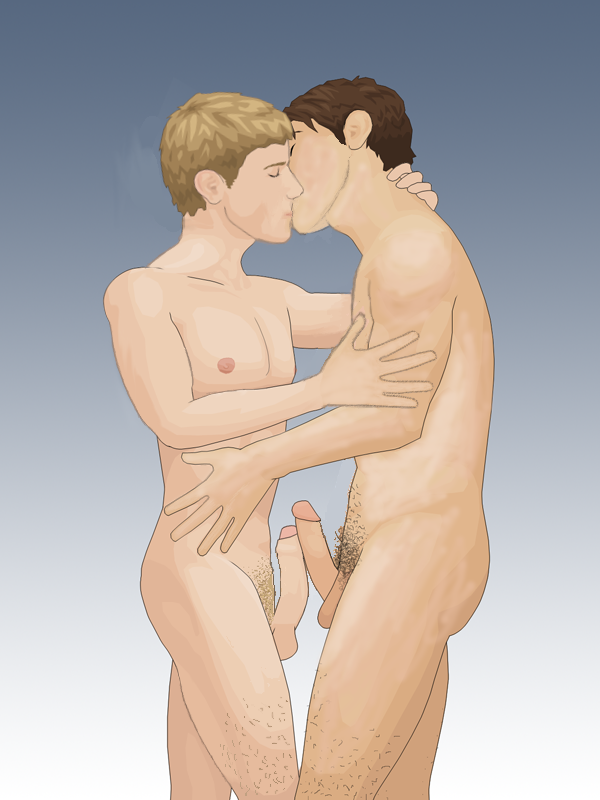
Deux hommes pratiquant le frottage de leurs pénis l'un contre l'autre.

Le frottage est une activité sexuelle entre hommes qui implique généralement un contact pénis à pénis. Il stimule mutuellement et simultanément les organes génitaux des deux partenaires en produisant une friction généralement agréable sur le faisceau nerveux du frein situé sous la verge de chaque homme, juste en dessous de l'ouverture urinaire (méat) du gland du pénis. Il peut se terminer par un orgasme pour les deux partenaires.
Certains partisans du frottage considèrent que « deux parties génitales se rejoignant par un contact, une caresse, un glissement et un frottement relèvent davantage du sexe que d'autres formes d'activité sexuelle masculine».

### Coït intercrural
Le coït intercrural est une autre forme de sexe non pénétrant qui peut être pratiqué entre hommes au cours de laquelle la stimulation sexuelle masculine est obtenue en enserrant le pénis entre les cuisses de son partenaire, simulant une pénétration. Il peut se terminer par un orgasme pour les deux partenaires.

### Amarrage
L'amarrage consiste à l'insertion du pénis d'un homme dans le prépuce d'un autre homme non-circoncis.

### Jouets sexuels
Les hommes ayant des relations sexuelles avec des hommes peuvent utiliser des jouets sexuels. Selon une enquête en ligne menée auprès de 25 294 hommes ayant déclaré avoir une orientation homosexuelle ou bisexuelle, 49,8 % ont utilisé des vibromasseurs. La plupart des hommes ayant utilisé un vibromasseur dans le passé ont déclaré l'avoir utilisé pendant la masturbation (86,2 %). Lorsqu'ils étaient utilisés en couple, les vibromasseurs étaient intégrés aux préliminaires (65,9 %) et aux rapports sexuels (59,4 %).

## Risques pour la santé
Diverses infections sexuellement transmissibles (IST) peuvent résulter de l’activité sexuelle. D'après une étude de 2007 fondée sur deux enquêtes à grande échelle, « la majorité des hommes homosexuels avaient chaque année un nombre similaire de partenaires sexuels non protégés que les hommes et les femmes hétérosexuels »,.
Chez les hommes qui ont des rapports sexuels anaux avec d'autres hommes, les rapports anaux sans port de préservatif sont considérés comme à fort risque de transmission d'IST (ce qui est également le cas pour les sodomies hétérosexuelles). Une personne qui insère son pénis dans un partenaire infecté est à risque car les maladies sexuellement transmissibles (MST/IST) peuvent pénétrer par l'urètre ou par de petites coupures, écorchures ou plaies à vif sur le pénis. En outre, les préservatifs sont plus susceptibles de se rompre lors de rapports sexuels anaux que lors de rapports vaginaux. Ainsi, même avec un préservatif, le sexe anal peut présenter des risques,
Les actes sexuels sans pénétration, comme la masturbation mutuelle ou le frottage présentent l'avantage d'une réduction du risque de transmission du VIH/SIDA, tout en permettant l'orgasme pour les deux partenaires, . Cependant, le frottage peut transmettre d'autres infections sexuellement transmissibles, comme le papillomavirus humain (pouvant causer des verrues génitales) et les morpions. Des vaccins contre le VPH sont disponibles.
En 2007, la plus grande proportion de diagnostics de VIH/Sida chez les adultes et les adolescents aux États-Unis était constituée d'hommes qui ont eu des rapports sexuels avec des hommes (HSH). Bien que cette catégorie ne représente qu’entre 3 et 6 % de la population américaine, elle représentait 53 % de l'ensemble des diagnostics positifs de sida.

## Identités sexuelles
Les hommes qui pratiquent ou sont attirés par les rapports sexuels avec d'autres personnes masculines se trouvent pris dans des rapports complexes avec les identités de genre et de sexualité, souvent à la charnière des catégories sociales établies comme par exemple celle de père de famille ou d'homme gay. Les identités sexuelles de ces hommes peuvent être regroupées sous le terme générique de masculinités non hétérosexuelles.
Plusieurs études ont cherché à déterminer si, parmi les hommes s'engageant dans des relations avec d'autres hommes, les relations étaient monosexuelles (homosexualité) ou bien s'ils maintenaient également des relations avec des femmes (bisexualité, pansexualité). Les résultats varient grandement selon les régions et les cultures. En Europe et aux États-Unis, les bisexuels sont largement majoritaires, tout comme dans certains pays africains comme le Sénégal (un des rares pays africains à collecter des données sur ce sujet), si l'on s'intéresse aux comportements sexuels sur plusieurs années. Lorsque la durée de la période étudiée est plus limitée (par exemple les douze derniers mois), la part de comportements bisexuels tend à baisser et des comportements homosexuels augmente. En Chine, seuls la moitié des HSH reconnaissent une relation hétérosexuelle. D'après des enquêtes menées dans certains lieux de rencontre homosexuels d'Europe de l'Est, seuls un tiers des sondés déclarent avoir déjà eu une relation sexuelle hétérosexuelle.

## Légalité
Certains ou tous les actes sexuels entre hommes sont actuellement ou étaient autrefois pénalement répressibles dans certains pays. Dans son rapport de décembre 2020, l'Association internationale des lesbiennes, gays, bisexuels, trans et intersexués (ILGA) a constaté que certains actes sexuels entre hommes sont criminalisés dans 67 des 193 États membres de l'ONU et dans une juridiction non indépendante, les Îles Cook, tandis que deux pays de l'ONU, l'Irak et l'Égypte, le criminalisent de facto mais pas dans la législation,,.
En Égypte, il n'existe pas de loi contre l'homosexualité, mais les hommes gays et bisexuels sont poursuivis au nom d'autres lois, notamment celle du Caire 52,,. Dans au moins six États membres de l’ONU — Brunei, Iran, Mauritanie, Nigeria (uniquement le nord du Nigeria), Arabie saoudite et Yémen —, cette pratique est passible de la peine de mort,. En 2007, cinq pays ont exécuté une personne pour des actes homosexuels. En 2020, l’ILGA a désigné l’Iran et l’Arabie saoudite comme les seuls pays dans lesquels des exécutions pour activités homosexuelles auraient eu lieu,,. Dans d'autres pays, comme le Yémen et l'Irak, des exécutions extrajudiciaires sont pratiquées par des milices comme l'État islamique ou Al-Qaïda. De nombreux autres pays possédaient de telles lois dans le passé, mais elles ont été abrogées, surtout depuis 1945,. De telles lois sont par nature difficiles à mettre en pratique ; le plus souvent, elles ne sont pas couramment appliquées.

Criminalisée
Décriminalisée entre 1791 et 1850
Décriminalisée entre 1850 et 1945
Décriminalisée entre 1946 et 1989
Décriminalisée depuis 1990
Date de légalisation inconnue
A toujours été légale